# Fragmenta historica
I Fragmenta historica, o Excerpta de opere historico deperdito, sono una raccolta di Ilario di Poitiers, dottore della Chiesa, composta probabilmente tra il 343 e il 366; appartiene al gruppo delle sue opere storiche.
L'opera è una raccolta di tutti i suoi documenti storici relativi alla controversia sull'arianesimo.